# Eumalacostraca
Eumalacostraca är den största och viktigaste underklassen i klassen Malacostraca, storkräftor, bland kräftdjuren. Namnet (eu- = bra) syftar på detta. Flertalet större och välkända kräftdjur hör hit.
Eumalacostraca innehåller de tre underklasserna Eucarida (med tiofotade kräftdjur och lysräkor), Peracarida (med pungräkor, märlkräftor, gråsuggor m.fl.) och Syncarida (med några mindre grupper). 
De storkräftor som inte hör till Eumalacostraca är överordningen Hoplocarida med mantisräkorna (i ordningen Stomatopoda) samt överordningen Phyllocarida med t.ex. Nebalia (i ordningen Leptostraca).